# Hotel Pula (2023.)
Hotel Pula hrvatski je dramski film, redatelja Andreja Korovljeva i scenarista Ivana Turković Mlađenovića. Film je nastao prema romanu iz 2009. godine, "Pula" Vladimira Stojsavljevića.
Svjetska premijera filma prikazana je 15. srpnja 2023. na 70. Pula filmskom festivalu gdje je dobio ocjenu publike: 4,60, zatim iste godine, premijera je održana 23. srpnja na Motovunskom film festivalu, 9. kolovoza na 9. Bračkom film festivalu, i regionalna premijera 15. kolovoza na 29. Sarajevskom film festivalu. Od 31. kolovoza je distribuiran u hrvatska kina.

## Radnja
Mahir, nakon svršetka rata 1995., postane izbjeglica iz Bosne i nekoliko godina živi u Puli, u hotelu Pula koji je ujedno i izbjeglički centar. Dani su mu isti, dosadni, prazni sve dok jednoga dana s hotelskog balkona ne ugleda djevojku Unu. Njihov susret će promijeniti Mahirov život na bolje, sve dok ga ne sustigne prošlost.

## Glumačka postava

### Glavna
- Ermin Bravo kao Mahir
- Nika Grbelja kao Una

### Sporedna
- Petra B. Blašković kao Majka
- Nika Ivančić kao Marina
- Maja Izetbegović kao Vahida
- Jasmin Telalović kao cimer
- Dado Ćosić kao Dado, konobar
- Lav Novosel kao Ivan
- Pavao Novak kao Igor
- Rok Juričić kao psiholog
- Luka Juričić kao vlasnik puba
- Romina Vitasović Lučić kao razrednica
- Antonio Scarpa kao recepcionar
- Zoran Đorđević kao gost u kafiću
- Tino Trkulja kao Loki
- Daria Krepkova Lokijeva cura
- Louis Abdelghani kao pjevač punk benda
- Olivera Jović kao prodavačica karata
- Sandi Manzzin kao drugi gost u kafiću
- Hassan Abdelgani kao kontrolor
- Elvis Drandić kao konobar
- Paola Orlić kao konobarica u klubu
- Fabricio Šegota kao vojni policajac
- Giordano Manzin kao bolničar
- Filip Eduard Mogorović kao bolničar
- Dora i Bruno Vodopija kao Vahidina djeca
- Fried Brain kao punk grupa
- Igor Mirković klao glas TV reportera
- Silvana Menđušić kao glas TV reporterke
- Andrej Korovljev kao glas Unina oca

## Snimanje
Film je sniman od 13. rujna do 15. listopada 2021. godine u Puli, a mjesta koja na kojem se snimao su: uvala Valsaline, Mornarička bolnica, Gimnazija Pula, tvrđava Bourguignon, Mletačka utvrda (Kaštel), Hotel Pula, stari autobusni kolodvor, jedan socijalistički stan u neboderu na Verudi te jedna stara austrougraska vila u širem centru Pule.

## Vanjske poveznice
- Službena stranica
- Hotel Pula u internetskoj bazi filmova IMDb-a